# Quins
Quins é uma comuna francesa na região administrativa de Occitânia, no departamento de Aveyron. Estende-se por uma área de 38,46 km². Em 2010 a comuna tinha 870 habitantes (densidade: 22,6 hab./km²).